# Raidió na Life
 (janvier 2024).
Si vous disposez d'ouvrages ou d'articles de référence ou si vous connaissez des sites web de qualité traitant du thème abordé ici, merci de compléter l'article en donnant les références utiles à sa vérifiabilité et en les liant à la section « Notes et références ».
Raidió na Life est une station indépendante gaélique-irlandaise basée à Dublin.
La station émet uniquement en gaélique irlandais.

## Émissions
Cláracha Cainte / émissions de discussion
- An Dara Rogha
- Ceathrar le Ceithre Scór
- Fios Feasa
- Raidió na nÓg
- RosBrudno
- Scéalta na Gaeltachta
- Séo an Phobail
- Timpeall Orainn
- Tuairisc

Cláracha Ceoil/ émissions de musique
- Aistear Dub
- Amuigh San Aer
- An Clár Bándearg
- An Dord is Mó: !Kaboogie ar an Raidió
- An Fhuaim
- An Gob Fliuch
- An Meangadh Beag
- An Meangadh Mór
- An Nóta Gorm
- An Rangalam Ceolmhar
- An Uair Draíochta
- Aoine AM
- Ar An Imeall
- Ar Do Shuaimhneas
- Ar Fud An Domhain
- Ceoltronic
- Clár na Rudaí Beaga
- Éalúchas
- E.S.P.
- Faoin Dromchla le Project 77
- Faoiseamh
- Gach Treo
- Loinreach
- Na Tonnta
- Neamh
- Níl Ann Ach Rock'n Roll
- PCP ina Shuí
- Raidió Neuromantek
- Rhythmica na Dothra
- Riddim
- Seo, Siúd is Uile
- Smugairle Róin
- SNN/Scríobhnóirí na nAmhráin
- Soilse Neon
- Teicneolas
- t-woc ar an raidió